# Akemi Noda
Akemi Noda (野田 朱美 Noda Akemi?,  nacido el 13 de octubre de 1969 en Tokio) es una exfutbolista japonesa que jugaba como centrocampista.
Noda jugó 76 veces y marcó 24 goles para la selección femenina de fútbol de Japón entre 1984 y 1996. Noda fue elegida para integrar la selección nacional de Japón para los Copa Mundial Femenina de Fútbol de 1991, 1995 y Juegos Olímpicos de Verano de 1996.

## Trayectoria

### Clubes
| Club                 | País  | Año         |
| -------------------- | ----- | ----------- |
| Yomiuri-Seiyu Beleza | Japón | 1982 - 1994 |
| Takarazuka Bunnys    | Japón | 1995 - 1996 |

### Selección nacional
| Selección | País  | Año         |
| --------- | ----- | ----------- |
| Absoluta  | Japón | 1984 - 1996 |

## Estadística de equipo nacional
| Selección femenina de fútbol de Japón | Selección femenina de fútbol de Japón | Selección femenina de fútbol de Japón |
| Año                                   | Partidos                              | Goles                                 |
| ------------------------------------- | ------------------------------------- | ------------------------------------- |
| 1984                                  | 1                                     | 0                                     |
| 1985                                  | 0                                     | 0                                     |
| 1986                                  | 12                                    | 2                                     |
| 1987                                  | 4                                     | 0                                     |
| 1988                                  | 3                                     | 0                                     |
| 1989                                  | 7                                     | 1                                     |
| 1990                                  | 7                                     | 2                                     |
| 1991                                  | 13                                    | 7                                     |
| 1992                                  | 0                                     | 0                                     |
| 1993                                  | 4                                     | 0                                     |
| 1994                                  | 6                                     | 3                                     |
| 1995                                  | 9                                     | 8                                     |
| 1996                                  | 10                                    | 1                                     |
| Total                                 | 76                                    | 24                                    |